# Нови општи каталог
New General Catalogue (Нови општи каталог, у пракси користи се назив скраћенице из енглеског језика, NGC) је најпознатији и коришћенији астрономски каталог објеката дубоког неба у (аматерској) астрономији. Садржи око 8000 хиљада објеката и то је један од најкомплетнијих општих каталога, односно каталога које садрже све врсте објеката без фаворизовања једног типа, рецимо збијених звезданих јата.
Овај каталог је осамдесетих година деветнаестог века саставио Џон Дрејер, на основу посматрања највећим делом Вилијама Хершела. Допуњаван је два пута са два Индекс каталога (енгл. Index Catalogue, IC), којима је додато још око 5400 објеката.
Објекти јужног неба су слабије заступљени, због места базних посматрања за овај каталог која су била на северној полулопти.
Редни бројеви објеката у каталогу се повећавају са порастом ректасцензије.
Слова иза каталошког броја објекта су уведена последњих деценија да идентификују нове објекте у близини оригиналних који нису укључени у оригинални каталог. Оригинални унос може бити подељен на две (или више) ознака, као на пример NGC 61 у сазвежђу Кита који је подељен на NGC 61A и NGC 61B (оба објекта су галаксије), или Сејфертов сектет галаксија који има ознаке од NGC 6027A до NGC 6027E. Друга могућност је да је оригинални унос задржан, а да су мање сјајни објекти у околини добили додатна слова на ознаку, као на пример галаксија NGC 3250 која је окружена са 5 пратиоца ознака NGC 3250A до NGC 3250E.
Бројеви иза ознаке означавају различите компоненте објекта, као што је пар галаксија NGC 1128/1 и NGC 1128/2.